# Sigfried Held
Pour les articles homonymes, voir Held.
Sigfried Held surnommé Siggi Held est un footballeur allemand né le 7 août 1942 à Freudenthal dans la Région des Sudètes. Il jouait au poste de milieu de terrain offensif. De 1965 à 1981, il joue 422 matchs en Bundesliga et marque 72 buts. Le dribbleur et centreur gagne la Coupe d'Europe des Vainqueurs de Coupe avec le Borussia Dortmund. Avec l'équipe d'Allemagne il dispute la finale de Wembley en 1966 et rentre en jeu lors du match du siècle à Mexico en 1970.
Après sa carrière de joueur il effectue ensuite une carrière d'entraîneur en Allemagne et à l'étranger.

## Biographie

### En club
Sigfried Held est né en 1942 dans la Région des Sudètes, aujourd'hui en Tchéquie. Après la deuxième Guerre mondiale sa famille s'installe à côté de Würzburg, dans un camp de réfugié à Marktheidenfeld. Le jeune Siggi commence le football au TV Marktheidenfeld et apprend le métier de commercial. Il était destiné à apprendre le métier de conseiller fiscal pour intégrer le cabinet d'un parent. Durant son service militaire il est repéré par le Kickers Offenbach un club de deuxième division qui lui propose un contrat pour la saison 1963-1964.
Sigfried Held joue son premier match avec Offenbach lors de la 3e journée contre le SSV Ulm 1846. À cause de son service militaire il ne peut s'entraîner avec son club, mais reçoit l'appui de l'entraîneur de l'équipe militaire en vue de la préparation de la Coupe du monde de football militaire. Il est ensuite muté à Darmstadt, ce rapprochement lui permet de s'entraîner avec Offenbach, il termine la saison avec 9 buts marqués en 33 rencontres et son club finit troisième du championnat.
La saison suivante il marque 15 buts, mais le club termine de nouveau troisième et ne participe donc pas aux barrages de montée. Cependant le joueur se fait de plus en plus remarquer, il est sélectionné dans l'équipe nationale junior en 1965. En parallèle le directeur sportif de l'équipe militaire ayant des contacts avec le Borussia Dortmund le conseille au club de la Ruhr. Sigfried Held sera le premier joueur non Allemand de l'Ouest à Dortmund.
Pour la saison 1965-1966, le jeune Held se retrouve dans l'attaque aux côtés de Reinhard Libuda et Lothar Emmerich, sa complicité avec Emmerich (la presse anglaise qualifiera le duo de the terrible twins) mènera l'équipe en finale de la Coupe d'Europe des Vainqueurs de Coupe remportée contre les favoris de Liverpool. Held marque le premier but de la victoire 2 à 1 sur les Reds.
Fort de ce titre européen, ses 11 buts en championnat et un titre de vice-champion d'Allemagne il est convoqué en équipe d'Allemagne pour participer à la Coupe du monde de football de 1966 en Angleterre.
Malgré les bonnes performances de Held en club, le Borussia Dortmund ne pu se hisser au sommet, en 1971 après 183 matchs de Bundesliga et 41 buts, il retourne dans le club de ses débuts, le Kickers Offenbach. Il aidera le club à monter en Bundesliga après la saison 1971-1972. Lors de la saison 1974-1975, le club sera longtemps à la première place, se payant même une victoire 6 à 0 contre le Bayern Munich mais terminera la saison à la 8e place. Mais la saison suivante, le club et Held ne peuvent renouer avec le succès et termineront à la 17e place. À 34 ans, Sigfried Held revient en deuxième division, et le joueur a de plus en plus un rôle de passeur et d'organisateur sur le terrain, Offenbach termine à la 3e place, et Held joue toutes les rencontres. En 1977, il retourne pour deux saisons au Borussia Dortmund, puis jouera encore en Bundesliga avec le Bayer Uerdingen. Il dispute son dernier match de Bundesliga contre le Bayern Munich (0-4), le 13 juin 1981. 

### En équipe nationale
Sigfried Held joue son premier match avec l'équipe d'Allemagne le 23 février 1966, contre l'Angleterre, lors de la Coupe du monde la même année il devient vice-champion du monde disputant l'intégralité du tournoi  jusqu'à la finale de Wembley. Lors de la Coupe du monde 1970 au Mexique il joue trois rencontres dont le match du siècle contre l'Italie.
Lors des qualifications pour le Championnat d'Europe de football 1972, l'Allemagne bat l'Angleterre 3 à 1, cette victoire historique désigne l'équipe comme Wembley-Elf, le onze de Wembley, considéré en Allemagne comme la meilleure équipe nationale de tous les temps. Sigfried Held fait partie de cette équipe en étant un joueur de deuxième division allemande.
Lors de la phase finale du Championnat d'Europe de football 1972 en Belgique, Held en accord avec l'entraîneur Helmut Schön, préfère rester avec son club qui dispute en même temps les barrages de montée en Bundesliga. Offenbach sera promu.
Le 14 novembre 1973, il joue son dernier match international contre l'Ecosse. En 1974, l'année de la Coupe du monde en Allemagne, Held fait partie du premier effectif mais ne sera pas retenu pour la phase finale. 

### Carrière d'entraîneur
Après sa carrière de joueur, il entraîne le FC Schalke 04 de juillet 1981 à janvier 1983. Il deviendra champion de deuxième division avec Schalke et sera promu en Bundesliga. Il sera renvoyé avant l'hiver de la saison 1982-1983, quand Schalke pointe à la 15e place, le club sera tout de même relégué en fin de saison.
Held partira ensuite à l'étranger, il entraîne l'équipe nationale d'Islande de 1986 à 1989, après une station au Galatasaray SK, il amène  le club autrichien d'Admira Wacker en finale de la Coupe d'Autriche.
Il reviendra en Allemagne au Dynamo Dresde (1993-1994), puis retournera à l'étranger, au Japon avec le Gamba Osaka. En 2001, il entraîne l'équipe nationale de Malte puis en 2004 celle de Thaïlande.

## Palmarès

### En club
- Vainqueur de la Coupe d'Europe des Vainqueurs de Coupe en 1966 avec le Borussia Dortmund
- Vice-champion d'Allemagne en 1966 avec le Borussia Dortmund

### En Équipe d'Allemagne
- 41 sélections et 5 buts entre 1966 et 1973
- Participation à la Coupe du Monde en 1966 (Finaliste) et en 1970 (3e)